# First Ship Home
Mit First Ship Home wird diejenige Regattayacht bezeichnet, die in einer Segelwettfahrt als erste Yacht die Ziellinie überquert (engl.: line honours winner). Diese Yacht hat allerdings nicht automatisch die Wettfahrt gewonnen, da sie in der Regel den meist kleineren Yachten eine Zeitvergütung gewähren muss, z. B. im Yardstick-System.
In Langstrecken-Regatten (Beispiel: Sydney-Hobart-Regatta, Middle Sea Race) gilt es als prestigeträchtig, First Ship Home zu werden. Diese Regattaerfolge werden auch in den Medien weltweit besonders registriert und kommentiert (vgl.: Wild Oats XI, Skandia, Leopard 3, Comanche). Besonders imagebewusste Eigner lassen oftmals spezielle Maxi-Yachten bauen, nur um in großen Regatten den besonders beachteten Preis First Ship Home zu gewinnen. Meist wird für die erste Yacht im Ziel ein Sonderpreis mit entsprechendem Pokal ausgelobt. Mit dem Sieg im Jahr 2018 bei der Sydney-Hobart-Regatta erreichte Wild Oats XI insgesamt neunmal den prestigeträchtigen Titel First Ship Home. In Regatten einer Einheitsklasse ist die First Ship Home Yacht üblicherweise die Siegerin, wenn sich nicht durch Zeitstrafen oder Zeitgutschriften eine Änderung der Reihenfolge ergibt.
Das Gegenteil zu First Ship Home ist Last Ship Home. Oftmals bekommt auch die Yacht, die als letzte das Ziel erreicht, einen Ehrenpreis. Häufig gilt die besondere Sympathie gerade denen, die bis zum Schluss durchgehalten haben und nicht aufgaben. Diese Rolle spielte die 1936 gebaute Yawl Peter von Danzig (heute: Peter von Seestermühe) bei ihrer Teilnahme an der ersten Weltregatta The Whitbread Round the World Race im Jahr 1973. Die Studentencrew des ASV Kiel wurden auf jeder Etappe Last Ship Home.